# Cantone di La Tremblade
Il Cantone di La Tremblade è una divisione amministrativa dell'arrondissement di Rochefort.
A seguito della riforma approvata con decreto del 27 febbraio 2014, che ha avuto attuazione dopo le elezioni dipartimentali del 2015, è passato da 6 a 9 comuni.

## Composizione
I 6 comuni facenti parte prima della riforma del 2014 erano:
- Arvert
- Chaillevette
- Étaules
- Les Mathes
- Saint-Augustin
- La Tremblade

Dal 2015 i comuni appartenenti al cantone sono i seguenti 9:
- Arvert
- Breuillet
- Chaillevette
- Étaules
- Les Mathes
- Mornac-sur-Seudre
- Saint-Augustin
- Saint-Palais-sur-Mer
- La Tremblade